# Sarzay
Sarzay är en kommun i departementet Indre i regionen Centre-Val de Loire i de centrala delarna av Frankrike. Kommunen ligger i kantonen Neuvy-Saint-Sépulchre som tillhör arrondissementet La Châtre. År 2022 hade Sarzay 300 invånare.

## Befolkningsutveckling
Antalet invånare i kommunen Sarzay
Referens:INSEE